# Bracon distinctisulcatus
Bracon distinctisulcatus är en stekelart som först beskrevs av Cameron 1912.  Bracon distinctisulcatus ingår i släktet Bracon och familjen bracksteklar. Inga underarter finns listade.